# Roadrailer

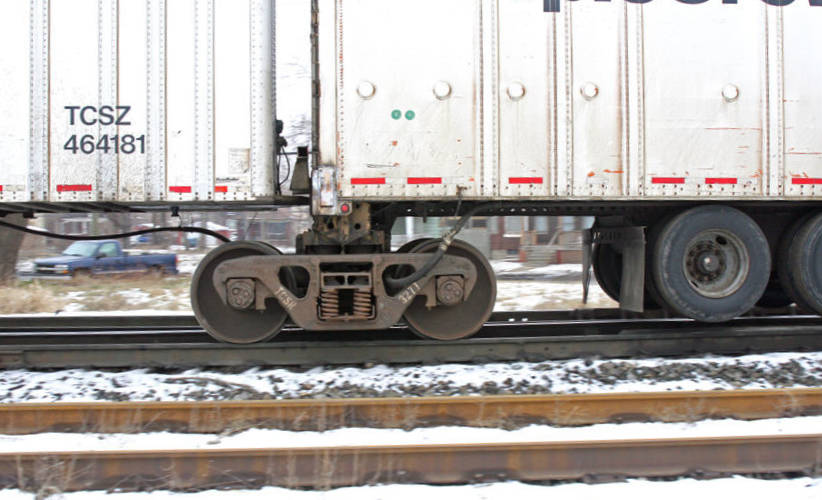
Upevnění dvou roadrailerů na Jakobsův podvozek

Roadrailer je označení návěsů, které jsou připraveny pro použití v kombinované dopravě tak, že je možné je pro přepravu po železnici upevnit přímo na podvozky a není nutné na jejich přepravu používat plošinové vozy.